# Bôle
Bôle (toponimo francese) è una frazione di 1 806 abitanti del comune svizzero di Milvignes (Canton Neuchâtel).

## Geografia fisica
Bôle sorge sulle colline presso la sponda nordoccidentale del lago di Neuchâtel.

## Storia
Già comune autonomo che si estendeva per 2,58 km², in seguito all'esito favorevole del referendum del 27 novembre 2011 il 1º gennaio 2013 è stato aggregato agli altri comuni soppressi di Auvernier e Colombier per formare il nuovo comune di Milvignes.

## Monumenti e luoghi d'interesse
- Chiesa riformata.

## Società

### Evoluzione demografica
L'evoluzione demografica è riportata nella seguente tabella:
Abitanti censiti

## Economia
Bôle è un paese prevalentemente residenziale.

## Infrastrutture e trasporti
Bôle è servito dalla stazione omonima sulla ferrovia Losanna-Olten.